# Tổng hợp diễn biến theo ngày Thế vận hội Mùa đông 2018
Dưới đây là tổng hợp diễn biến theo ngày của các sự kiện lớn tại Thế vận hội Mùa đông 2018 ở Pyeongchang, Hàn Quốc. Hai nội dung là bi đá trên băng đôi nam nữ và trượt tuyết nhảy xa đồi thường cá nhân nam tổ chức từ ngày 8 tháng 2. Lễ khai mạc diễn ra vào ngày 9 tháng 2. Ngày thi đấu cuối cùng và lễ bế mạc diễn ra vào ngày 25 tháng 2.
Đại hội bao gồm 102 nội dung thi đấu của 15 môn thể thao và là kỳ Thế vận hội Mùa đông đầu tiên có trên 100 nội dung trao huy chương. Bốn phân môn mới được đưa vào chương trình thi đấu gồm có trượt ván trên tuyết big air, bi đá trên băng đôi nam nữ, trượt băng tốc độ xuất phát đồng hàng, và trượt tuyết đổ đèo đồng đội hỗn hợp.
Đội tuyển khúc côn cầu trên băng nữ Triều Tiên thống nhất thi đấu với mã IOC riêng biệt (COR); tại các môn thể thao khác, Bắc Triều Tiên và Hàn Quốc thi đấu riêng. Ủy ban Olympic Nga bị cấm tham gia do bê bối doping, các vận động viên Nga vẫn tham gia với danh nghĩa "Vận động viên Olympic từ Nga" (OAR) dưới màu cờ và nhạc hiệu Olympic.
Giờ thi đấu là Giờ tiêu chuẩn Hàn Quốc (UTC+9)

## Lịch thi đấu
| KM | Lễ khai mạc | ● | Vòng đấu | 1 | Chung kết nội dung | BD | Biểu diễn | BM | Lễ bế mạc |

| Tháng 2                                | Tháng 2                                | 8 Năm | 9 Sáu | 10 Bảy | 11 CN | 12 Hai | 13 Ba | 14 Tư | 15 Năm | 16 Sáu | 17 Bảy | 18 CN | 19 Hai | 20 Ba | 21 Tư | 22 Năm | 23 Sáu | 24 Bảy | 25 CN | Số nội dung      |
| -------------------------------------- | -------------------------------------- | ----- | ----- | ------ | ----- | ------ | ----- | ----- | ------ | ------ | ------ | ----- | ------ | ----- | ----- | ------ | ------ | ------ | ----- | ---------------- |
| Khai mạc/Bế mạc                        | Khai mạc/Bế mạc                        |       | KM    |        |       |        |       |       |        |        |        |       |        |       |       |        |        |        | BM    | —                |
| Bi đá trên băng                        | Bi đá trên băng                        | ●     | ●     | ●      | ●     | ●      | 1     | ●     | ●      | ●      | ●      | ●     | ●      | ●     | ●     | ●      | ●      | 1      | 1     | 3                |
| Hai môn phối hợp                       | Hai môn phối hợp                       |       |       | 1      | 1     | 2      |       | 1     | 1      |        | 1      | 1     |        | 1     |       | 1      | 1      |        |       | 11               |
| Hai môn phối hợp Bắc Âu                | Hai môn phối hợp Bắc Âu                |       |       |        |       |        |       | 1     |        |        |        |       |        | 1     |       | 1      |        |        |       | 3                |
| Khúc côn cầu trên băng                 | Khúc côn cầu trên băng                 |       |       | ●      | ●     | ●      | ●     | ●     | ●      | ●      | ●      | ●     | ●      | ●     | ●     | 1      | ●      | ●      | 1     | 2                |
| Trượt băng nằm ngửa                    | Trượt băng nằm ngửa                    |       |       | ●      | 1     | ●      | 1     | 1     | 1      |        |        |       |        |       |       |        |        |        |       | 4                |
| Trượt băng nằm sấp                     | Trượt băng nằm sấp                     |       |       |        |       |        |       |       | ●      | 1      | 1      |       |        |       |       |        |        |        |       | 2                |
| Trượt băng nghệ thuật                  | Trượt băng nghệ thuật                  |       | ●     |        | ●     | 1      |       | ●     | 1      | ●      | 1      |       | ●      | 1     | ●     |        | 1      |        | BD    | 5                |
| Trượt băng tốc độ                      | Trượt băng tốc độ                      |       |       | 1      | 1     | 1      | 1     | 1     | 1      | 1      |        | 1     | 1      |       | 2     |        | 1      | 2      |       | 14               |
| Trượt băng tốc độ cự ly ngắn           | Trượt băng tốc độ cự ly ngắn           |       |       | 1      |       |        | 1     |       |        |        | 2      |       |        | 1     |       | 3      |        |        |       | 8                |
| Trượt tuyết băng đồng                  | Trượt tuyết băng đồng                  |       |       | 1      | 1     |        | 2     |       | 1      | 1      | 1      | 1     |        |       | 2     |        |        | 1      | 1     | 12               |
| Trượt tuyết đổ đèo                     | Trượt tuyết đổ đèo                     |       |       |        | 1     | 1      | 1     | 1     | 1      |        | 1      | 1     |        |       | 1     | 1      | 1      | 1      |       | 11               |
| Trượt tuyết nhảy xa                    | Trượt tuyết nhảy xa                    | ●     |       | 1      |       | 1      |       |       |        | ●      | 1      |       | 1      |       |       |        |        |        |       | 4                |
| Trượt tuyết tự do                      | Trượt tuyết tự do                      |       | ●     |        | 1     | 1      |       |       | ●      | 1      | 1      | 2     | ●      | 1     | 1     | 1      | 1      |        |       | 10               |
| Trượt ván trên tuyết                   | Trượt ván trên tuyết                   |       |       | ●      | 1     | 1      | 1     | 1     | 1      | 1      |        |       | ●      |       | ●     | ●      | 1      | 3      |       | 10               |
| Xe trượt lòng máng                     | Xe trượt lòng máng                     |       |       |        |       |        |       |       |        |        |        | ●     | 1      | ●     | 1     |        |        | ●      | 1     | 3                |
| Số nội dung trao huy chương trong ngày | Số nội dung trao huy chương trong ngày |       |       | 5      | 7     | 8      | 8     | 6     | 7      | 5      | 9      | 6     | 3      | 5     | 7     | 8      | 6      | 8      | 4     | 102              |
| Số nội dung đã trao huy chương         | Số nội dung đã trao huy chương         |       |       | 5      | 12    | 20     | 28    | 34    | 41     | 46     | 55     | 61    | 64     | 69    | 76    | 84     | 90     | 98     | 102   | 102              |
| Tháng 2                                | Tháng 2                                | 8 Năm | 9 Sáu | 10 Bảy | 11 CN | 12 Hai | 13 Ba | 14 Tư | 15 Năm | 16 Sáu | 17 Bảy | 18 CN | 19 Hai | 20 Ba | 21 Tư | 22 Năm | 23 Sáu | 24 Bảy | 25 CN | Tổng số nội dung |

## Bảng tổng sắp huy chương
| Hạng                | NOC                 | Vàng | Bạc | Đồng | Tổng số |
| ------------------- | ------------------- | ---- | --- | ---- | ------- |
| 1                   | Na Uy               | 14   | 14  | 11   | 39      |
| 2                   | Đức                 | 14   | 10  | 7    | 31      |
| 3                   | Canada              | 11   | 8   | 10   | 29      |
| 4                   | Hoa Kỳ              | 9    | 8   | 6    | 23      |
| 5                   | Hà Lan              | 8    | 6   | 6    | 20      |
| 6                   | Thụy Điển           | 7    | 6   | 1    | 14      |
| 7                   | Hàn Quốc            | 5    | 8   | 4    | 17      |
| 8                   | Thụy Sĩ             | 5    | 6   | 4    | 15      |
| 9                   | Pháp                | 5    | 4   | 6    | 15      |
| 10                  | Áo                  | 5    | 3   | 6    | 14      |
| 11–30               | Còn lại             | 20   | 29  | 41   | 90      |
| Tổng số (30 đơn vị) | Tổng số (30 đơn vị) | 103  | 102 | 102  | 307     |

## Ngày (−1) — Thứ Năm 8 tháng 2
Bi đá trên băng
- Ngày thi đấu đầu tiên của các trận đấu vòng bảng đôi nam nữ.

 Trượt tuyết nhảy xa
- Vòng loại đồi thường cá nhân nam được tổ chức, Andreas Wellinger của Đức đứng đầu với điểm số 133.5.[5] Noriaki Kasai của Nhật Bản trở vận động viên đầu tiên trong lịch sử tham dự tám kỳ Thế vận hội Mùa đông.[6]

 Lễ khai mạc
- Lễ khai mạc diễn ra tại Sân vận động Olympic Pyeongchang từ lúc 8 giờ tối. Kim Yuna, huy chương vàng trượt băng nghệ thuật tại Thế vận hội Thế vận hội 2010 và huy chương bạc 2014, là người thắp sáng đài lửa Thế vận hội.[7]

## Ngày 1 — Thứ Bảy 10 tháng 2

### Kết quả chi tiết (ngày 1)
Hai môn phối hợp
- Ở nội dung nước rút nữ, Laura Dahlmeier của Đức đạt thành tích 21:06.2 giành huy chương vàng, Marte Olsbu của Na Uy đạt 21:30.4 giành huy chương bạc, và Veronika Vítková của Cộng hòa Séc về đích với thành tích 21:32.0 giành huy chương đồng.[8]

 Trượt tuyết băng đồng
- Ở nội dung 15 kilômét skiathlon nữ, Charlotte Kalla của Thụy Điển giành huy chương vàng với thời gian 40:44.9, Marit Bjørgen của Na Uy kém 7,8 giây giành huy chương bạc, và Krista Pärmäkoski của Phần Lan giành huy chương đồng khi kém 10,1 giây.[9]

 Bi đá trên băng
- Đây là ngày thi đấu thứ ba vòng bảng đôi nam nữ.

 Khúc côn cầu trên băng
- Đây là ngày thi đấu đầu tiên vòng bảng nội dung của nữ.

 Trượt băng nằm ngửa
- Diễn ra hai lượt thi đầu tiên của nội dung đơn nam, Felix Loch của Đức dẫn đầu sau khi kết thúc ngày thi đấu với thời gian 1:35.299.[10]

 Trượt băng tốc độ cự ly ngắn
- Lim Hyo-jun của Hàn Quốc thiết lập kỷ lục Olympic với thời gian 2:10.485 ở vòng đua chung kết 1500 mét nam và giành vàng. Sjinkie Knegt của Hà Lan (2:10.555) giành huy chương bạc, và Semion Elistratov của Nga (2:10.687) giành huy chương đồng.[11]
- Ở vòng loại 500m nữ, Elise Christie của Anh Quốc thiết lập kỷ lục Olympic với thời gian 42 giây 872, tuy nhiên bị phá ngay sau đó bởi Choi Min-jeong của Hàn Quốc với cách biệt 0,002 giây.[12]
- Ở vòng loại 3000m tiếp sức nữ, đội Hàn Quốc thiết lập kỷ lục Olympic với thời gian 4:06.387, tuy nhiên bị đội Trung Quốc phá sau đó với thời gian 4:05.315.[13]

 Trượt tuyết nhảy xa
- Tại chung kết đồi thường cá nhân nam, Andreas Wellinger của Đức giành huy chương vàng với tổng điểm 259.1. Johann André Forfang của Na Uy về nhì với điểm số 250.9 còn Robert Johansson về thứ ba với 249.7 điểm.[14]

 Trượt ván trên tuyết
- Vòng loại dốc chướng ngại vật nam diễn ra với Marcus Kleveland của Na Uy và Maxence Parrot của Canada lần lượt về nhất hai lượt thi vòng loại với thành tích lần lượt là 83.71 và 87.36 giây.[15]

 Trượt băng tốc độ
- Hà Lan giành cả ba vị trí cao nhất của cuộc thi 3000m nữ: Carlijn Achtereekte về nhất với thời gian 3:59.21, Ireen Wüst về nhì khi kém 0.08 giây, và Antoinette de Jong về ba kém 0.81 giây.[16]

### Bảng thống kê (ngày 1)
| Môn                          | Nội dung               | Vàng                | Vàng      | Vàng   | Bạc                  | Bạc    | Đồng               | Đồng                         | Nguồn  |
| Môn                          | Nội dung               | Vận động viên       | Đoàn      | Kỷ lục | Vận động viên        | Đoàn   | Vận động viên      | Đoàn                         | Nguồn  |
| ---------------------------- | ---------------------- | ------------------- | --------- | ------ | -------------------- | ------ | ------------------ | ---------------------------- | ------ |
| Hai môn phối hợp             | Nước rút nữ            | Laura Dahlmeier     | Đức       |        | Marte Olsbu          | Na Uy  | Veronika Vítková   | Cộng hòa Séc                 | [ 8 ]  |
| Trượt tuyết băng đồng        | 15km skiathlon nữ      | Charlotte Kalla     | Thụy Điển |        | Marit Bjørgen        | Na Uy  | Krista Pärmäkoski  | Phần Lan                     | [ 9 ]  |
| Trượt băng tốc độ cự ly ngắn | 1500m nam              | Lim Hyo-jun         | Hàn Quốc  | OR     | Sjinkie Knegt        | Hà Lan | Semion Elistratov  | Vận động viên Olympic từ Nga | [ 11 ] |
| Trượt tuyết nhảy xa          | Đồi thường cá nhân nam | Andreas Wellinger   | Đức       |        | Johann André Forfang | Na Uy  | Robert Johansson   | Na Uy                        | [ 14 ] |
| Trượt băng tốc độ            | 3000 mét nữ            | Carlijn Achtereekte | Hà Lan    |        | Ireen Wüst           | Hà Lan | Antoinette de Jong | Hà Lan                       | [ 16 ] |

## Ngày 2 — Chủ Nhật 11 tháng 2

### Kết quả chi tiết (ngày 2)
Trượt tuyết đổ đèo
- Nội dung đổ dốc nam bị hoãn sang ngày 15 tháng 2 do gió to.[17][18]

 Hai môn phối hợp
- Ở nội dung nước rút nam, Arnd Peiffer của Đức đạt thành tích 23:38.8 và giành huy chương vàng, Michal Krčmář của Cộng hòa Séc đạt 23:43.2 giành huy chương bạc, còn Dominik Windisch của Ý về đích với thành tích 23:46.5 giành huy chương đồng.[19]

 Trượt tuyết băng đồng
- Ở nội dung 30 km skiathlon nam, Na Uy giành trọn bộ huy chương khi Simen Hegstad Krüger (1:16:20.0), Martin Johnsrud Sundby (1:16:28.0) và Hans Christer Holund (1:16:29.9) lần lượt về nhất, nhì và ba.[20]

 Bi đá trên băng
- Đôi nam nữ:
  - Ngày cuối cùng vòng bảng.
  - Trận phân thứ hạng vòng bảng:  Trung Quốc 7–9  Na Uy

 Trượt băng nghệ thuật
- Diễn ra các phân môn khiêu vũ trên băng ngắn, đơn nữ ngắn, và đôi tự do của nội dung đồng đội. Canada dẫn đầu với 45 điểm. Evgenia Medvedeva thiết lập điểm số tốt nhất (81.06) ở phần thi đơn nữ ngắn.[21]

 Trượt tuyết tự do
- Ở vòng trao huy chương nội dung mấp mô nữ, Perrine Laffont của Pháp vô địch với số điểm 78.65, Justine Dufour-Lapointe giành huy chương bạc với số điểm 78.56, còn Yuliya Galysheva của Kazakhstan giành huy chương đồng với số điểm 77.40.[22]

 Khúc côn cầu trên băng
- Ngày thứ hai vòng bảng của nữ.

 Trượt băng nằm ngửa
- Ở nội dung đơn nam, David Gleirscher của Áo (3:10.702) giành huy chương vàng, Chris Mazdzer của Mỹ kém 0.026 giây và về thứ hai, còn Johannes Ludwig của Đức kém 0.230 giây giành huy chương đồng.[23]

 Trượt ván trên tuyết
- Ở nội dung dốc chướng ngại vật nam, Redmond Gerard Hoa Kỳ giành vàng (87.16), Maxence Parrot của Canada giành huy chương bạc (86.00), còn Mark McMorris của Canada giành huy chương đồng (85.20).[24]
- Vòng loại dốc chướng ngại vật nữ bị hoãn vì gió to. Các vận động viên sẽ thi đấu tại vòng chung kết gồm hai lượt trượt thay vì một vòng loại 2 lượt trượt vvaf vòng chung kết 3 lượt trượt.[25]

 Trượt băng tốc độ
- Ở nội dung 5000 m nam, Sven Kramer của Hà Lan thiết lập kỷ lục Olympic với thời gian 6:09.76 và giành huy chương vàng. Ted-Jan Bloemen của Canada (6:11.616) giành huy chương bạc và Sverre Lunde Pedersen (6:11.618) của Na Uy giành huy chương đồng.[26]

### Bảng thống kê (ngày 2)
| Môn                   | Nội dung                | Vàng                 | Vàng   | Vàng   | Bạc                     | Bạc          | Đồng                  | Đồng       | Nguồn  |
| Môn                   | Nội dung                | Vận động viên        | Đoàn   | Kỷ lục | Vận động viên           | Đoàn         | Vận động viên         | Đoàn       | Nguồn  |
| --------------------- | ----------------------- | -------------------- | ------ | ------ | ----------------------- | ------------ | --------------------- | ---------- | ------ |
| Hai môn phối hợp      | Nước rút nam            | Arnd Peiffer         | Đức    |        | Michal Krčmář           | Cộng hòa Séc | Dominik Windisch      | Ý          | [ 19 ] |
| Trượt tuyết băng đồng | 30 km skiathlon nam     | Simen Hegstad Krüger | Na Uy  |        | Martin Johnsrud Sundby  | Na Uy        | Hans Christer Holund  | Na Uy      | [ 20 ] |
| Trượt tuyết tự do     | Mấp mô nữ               | Perrine Laffont      | Pháp   |        | Justine Dufour-Lapointe | Canada       | Yuliya Galysheva      | Kazakhstan | [ 22 ] |
| Trượt băng nằm ngửa   | Đơn nam                 | David Gleirscher     | Áo     |        | Chris Mazdzer           | Hoa Kỳ       | Johannes Ludwig       | Đức        | [ 23 ] |
| Trượt ván trên tuyết  | Dốc chướng ngại vật nam | Redmond Gerard       | Hoa Kỳ |        | Max Parrot              | Canada       | Mark McMorris         | Canada     | [ 24 ] |
| Trượt băng tốc độ     | 5000 m nam              | Sven Kramer          | Hà Lan | OR     | Ted-Jan Bloemen         | Canada       | Sverre Lunde Pedersen | Na Uy      | [ 26 ] |

## Ngày 3 — Thứ Hai 12 tháng 2

### Kết quả chi tiết (ngày 3)
Trượt tuyết đổ đèo
- Nội dung dích dắc lớn nữ bị hoãn tới ngày 15 tháng 2 do gió to.[27]

 Hai môn phối hợp
- Nội dung đuổi bắt nam chứng kiến Martin Fourcade của Pháp về nhất với thời gian 32:51.7, huy chương bạc là Sebastian Samuelsson của Thụy Điển với thời gian 33:03.7, và huy chương đồng là Benedikt Doll của Đức với thời gian 33:06.8.[28]
- Nội dung đuổi bắt nữ kết thúc với người về đích đầu tiên là Laura Dahlmeier của Đức, với thời gian 30:35.3, huy chương bạc là Anastasiya Kuzmina của Slovakia với thời gian 31:04.7, và huy chương đồng là Anaïs Bescond của Pháp với thời gian 31:04.9.[29]

 Bi đá trên băng
- Bán kết đôi nam nữ:
  -  Canada 8–4  Na Uy
  -  Thụy Sĩ 7–5  Vận động viên Olympic từ Nga

 Trượt băng nghệ thuật
- Ngày cuối cùng của nội dung đồng đội với các phần thi nam tự do, nữ tự do, và khiêu vũ trên băng tự do. Canada giành vàng với 73 điểm, Nga giành bạc với 66 điểm, Hoa Kỳ giành đồng với 62 điểm.[30]

 Trượt tuyết tự do
- Vòng thi chung kết mấp mô nam. Mikaël Kingsbury của Canada giành số điểm 86.63 đoạt huy chương vàng, Matt Graham của Úc giành bạc với số điểm 82.57, Daichi Hara của Nhật giành đồng với số điểm 82.19.[31]

 Khúc côn cầu trên băng
- Ngày thứ ba vòng bảng giải đấu của nữ.

 Trượt băng nằm ngửa
- Hai lượt thi đấu tiên của nội dung đơn nữ, Natalie Geisenberger của Đức dẫn đầu với tổng thời gian 1:32.454.[32]

 Trượt tuyết nhảy xa
- Nội dung đồi thường cá nhân nữ: Maren Lundby vô địch với 264.6 điểm, trong khi huy chương bạc thuộc về Katharina Althaus của Đức với 252.6 điểm, và huy chương đồng dành cho Sara Takanashi với 243.8 điểm.[33]

 Trượt ván trên tuyết
- Ở nội dung dốc chướng ngại vật nữ, Jamie Anderson của Hoa Kỳ đạt điểm số 83.00 đoạt huy chương vàng, Laurie Blouin của Canada giành bạc với số điểm 76.33, còn Enni Rukajärvi về thứ ba với 75.38.[34]
- Vòng loại lòng máng nữ, Chloe Kim (Hoa Kỳ) có thành tích tốt nhất là 95.50.[35]

 Trượt băng tốc độ
- Nội dung 1500 m nữ có người về đầu tiên là Ireen Wüst của Hà Lan với thời gian 1:54.35. Huy chương bạc thuộc về Miho Takagi với thời gian 1:54.55, trong khi tấm huy chương đồng là của Marrit Leenstra thuộc đoàn Hà Lan với thời gian 1:55.26.[36]

### Bảng thống kê (ngày 3)
| Môn                   | Nội dung               | Vàng                                                                                              | Vàng   | Vàng   | Bạc | Bạc                          | Đồng | Đồng     | Nguồn  |
| Môn                   | Nội dung               | Vận động viên                                                                                     | Đoàn   | Kỷ lục | Vận động viên | Đoàn                         | Vận động viên | Đoàn     | Nguồn  |
| --------------------- | ---------------------- | ------------------------------------------------------------------------------------------------- | ------ | ------ | --- | ---------------------------- | --- | -------- | ------ |
| Hai môn phối hợp      | Đuổi bắt nam           | Martin Fourcade                                                                                   | Pháp   |        | Sebastian Samuelsson | Thụy Điển                    | Benedikt Doll | Đức      | [ 28 ] |
| Hai môn phối hợp      | Đuổi bắt nữ            | Laura Dahlmeier                                                                                   | Đức    |        | Anastasiya Kuzmina | Slovakia                     | Anaïs Bescond | Pháp     | [ 29 ] |
| Trượt băng nghệ thuật | Nội dung đồng đội      | Patrick Chan Kaetlyn Osmond Gabrielle Daleman Meagan Duhamel Eric Radford Tessa Virtue Scott Moir | Canada |        | Mikhail Kolyada Evgenia Medvedeva Alina Zagitova Evgenia Tarasova Vladimir Morozov Natalia Zabiiako Alexander Enbert Ekaterina Bobrova Dmitri Soloviev | Vận động viên Olympic từ Nga | Nathan Chen Adam Rippon Bradie Tennell Mirai Nagasu Alexa Scimeca Knierim Chris Knierim Maia Shibutani Alex Shibutani | Hoa Kỳ   | [ 30 ] |
| Trượt tuyết tự do     | Mấp mô nam             | Mikaël Kingsbury                                                                                  | Canada |        | Matt Graham | Úc                           | Daichi Hara | Nhật Bản | [ 31 ] |
| Trượt tuyết nhảy xa   | Đồi thường cá nhân nữ  | Maren Lundby                                                                                      | Na Uy  |        | Katharina Althaus | Đức                          | Sara Takanashi | Nhật Bản | [ 33 ] |
| Trượt ván trên tuyết  | Dốc chướng ngại vật nữ | Jamie Anderson                                                                                    | Hoa Kỳ |        | Laurie Blouin | Canada                       | Enni Rukajärvi | Phần Lan | [ 34 ] |
| Trượt băng tốc độ     | 1500 mét nữ            | Ireen Wüst                                                                                        | Hà Lan |        | Miho Takagi | Nhật Bản                     | Marrit Leenstra | Hà Lan   | [ 36 ] |

## Ngày 4 — Thứ Ba 13 tháng 2

### Kết quả chi tiết (ngày 4)
Trượt tuyết đổ đèo
- Ở nội dung kết hợp nam, Marcel Hirscher của Áo về nhất với thời gian 2:06.52. Alexis Pinturault và Victor Muffat-Jeandet của Pháp lần lượt về thứ hai và ba với thời gian 2:06.75 và 2:07.54.[37]

 Trượt tuyết băng đồng
- Ở nội dung nước rút nam, Johannes Høsflot Klæbo của Na Uy giành huy chương vàng với thời gian 3:05.75, về sau là Federico Pellegrino của Ý với thời gian 3:07.09 và Aleksandr Bolshunov của Nga với thời gian 3:07.11.[38]
- Ở nội dung nước rút nữ, Stina Nilsson của Thụy Điển về nhất với thời gian 3:03.84, về sau là Maiken Caspersen Falla của Na Uy với thời gian 3:06.87 và Yulia Belorukova của Nga với thời gian 3:07.21.[39]

 Bi đá trên băng
- Ở nội dung đôi nam nữ:
  - Trận tranh huy chương đồng:  Vận động viên Olympic từ Nga 8–4  Na Uy
    - Nga sau đó bị tước huy chương đồng vào ngày 22 tháng 2 sau khi Aleksandr Krushelnitskiy thất bại trong buổi thử doping. Na Uy là đội giành huy chương đồng.[40]

  - Trận tranh huy chương vàng:  Canada 10–3  Thụy Sĩ

 Khúc côn cầu trên băng
- Ngày thứ tư vòng bảng của nữ.

 Trượt băng nằm ngửa
- Các lượt thi chung kết đơn nữ kết thúc với chiến thắng của Natalie Geisenberger tới từ Đức với thời gian 3:05.232, về sau là đồng hương Dajana Eitberger với thời gian 3:05.599 và Alex Gough của Canada với thời gian 3:05.644.[41]

 Trượt băng tốc độ cự ly ngắn
- Các đợt thi chung kết của 500 mét nữ kết thúc với người về nhất là Arianna Fontana của Ý với thời gian 42.569. Huy chương bạc thuộc về Yara van Kerkhof của Hà Lan với thời gian 43.256, trong khi Kim Boutin của Canada về thứ ba với thời gian 43.881.[42]
- Các đợt thi vòng loại của nội dung 1000 mét nam kết thúc với sự kiện Charles Hamelin thiết lập kỷ lục Olympic với thời gian 1:23.407.[43]
- Các đợt thi vòng loại của nội dung 5000 mét tiếp sức nam diễn ra, trong đó Hàn Quốc lọt vào chung kết với thời gian nhanh nhất, đồng thời thiết lập kỷ lục Olympic với thời gian 6:34.510.[44]

 Trượt ván trên tuyết
- Chung kết Lòng máng nữ kết thúc với người về nhất là Chloe Kim của Hoa Kỳ với số điểm 98.25. Huy chương bạc thuộc về Liu Jiayu của Trung Quốc với số điểm 89.75, trong khi huy chương đồng thuộc về Arielle Gold của Hoa Kỳ với số điểm 85.75.[45]
- Vòng loại nội dung lòng máng nam.

 Trượt băng tốc độ
- Ở nội dung 1500 mét nam, Kjeld Nuis của Hà Lan về nhất với thời gian 1:44.01, về sau là đồng hương Patrick Roest với thời gian 1:44.86 và Kim Min-seok của Hàn Quốc với thời gian 1:44.93.[46]

### Bảng thống kế (ngày 4)
| Môn                          | Nội dung     | Vàng                      | Vàng      | Vàng   | Bạc                      | Bạc        | Đồng                                | Đồng                         | Nguồn         |
| Môn                          | Nội dung     | Vận động viên             | Đoàn      | Kỷ lục | Vận động viên            | Đoàn       | Vận động viên                       | Đoàn                         | Nguồn         |
| ---------------------------- | ------------ | ------------------------- | --------- | ------ | ------------------------ | ---------- | ----------------------------------- | ---------------------------- | ------------- |
| Trượt tuyết đổ đèo           | Kết hợp nam  | Marcel Hirscher           | Áo        |        | Alexis Pinturault        | Pháp       | Victor Muffat-Jeandet               | Pháp                         | [ 37 ]        |
| Trượt tuyết băng đồng        | Nước rút nam | Johannes Høsflot Klæbo    | Na Uy     |        | Federico Pellegrino      | Ý          | Aleksandr Bolshunov                 | Vận động viên Olympic từ Nga | [ 38 ]        |
| Trượt tuyết băng đồng        | Nước rút nữ  | Stina Nilsson             | Thụy Điển |        | Maiken Caspersen Falla   | Na Uy      | Yulia Belorukova                    | Vận động viên Olympic từ Nga | [ 39 ]        |
| Bi đá trên băng              | Đôi nam nữ   | Kaitlyn Lawes John Morris | Canada    |        | Jenny Perret Martin Rios | Thụy Sĩ    | Kristin Skaslien Magnus Nedregotten | Na Uy                        | [ 40 ] [ 47 ] |
| Trượt băng nằm ngửa          | Đơn nữ       | Natalie Geisenberger      | Đức       |        | Dajana Eitberger         | Đức        | Alex Gough                          | Canada                       | [ 41 ]        |
| Trượt băng tốc độ cự ly ngắn | 500 mét nữ   | Arianna Fontana           | Ý         |        | Yara van Kerkhof         | Hà Lan     | Kim Boutin                          | Canada                       | [ 42 ]        |
| Trượt ván trên tuyết         | Lòng máng nữ | Chloe Kim                 | Hoa Kỳ    |        | Liu Jiayu                | Trung Quốc | Arielle Gold                        | Hoa Kỳ                       | [ 45 ]        |
| Trượt băng tốc độ            | 1500 mét nam | Kjeld Nuis                | Hà Lan    |        | Patrick Roest            | Hà Lan     | Kim Min-seok                        | Hàn Quốc                     | [ 46 ]        |

## Ngày 5 — Thứ Tư 14 tháng 2

### Kết quả chi tiết (ngày 5)
Trượt tuyết đổ đèo
- Nội dung dích dắc nữ bị hoãn tới ngày 16 tháng 2 do gió to.[48]

 Hai môn phối hợp
- Nội dung cá nhân nữ bị hoãn tới ngày 15 tháng 2 do gió to.[49]

 Bi đá trên băng
- Ngày thi đấu đầu tiên vòng bảng nội dung của nam.
- Ngày thi đấu đầu tiên vòng bảng nội dung của nữ.

 Trượt băng nghệ thuật
- Ở nội dung trượt băng đôi ngắn, Sui Wenjing và Han Cong tạm dẫn đầu với số điểm 82.89.[50]

 Khúc côn cầu trên băng
- Ngày thi đấu đầu tiên vòng bảng nội dung của nam.
- Ngày thi đấu thứ tư vòng bảng nội dung của nữ.

 Trượt băng nằm ngửa
- Ở nội dung đôi, huy chương vàng về tay Tobias Wendl và Tobias Arlt của Đức với thời gian 1:31.697, về đích sau là Peter Penz và Georg Fischler của Áo với thời gian 1:31.785, và Toni Eggert và Sascha Benecken của Đức với thời gian 1:31.987.[51]

 Hai môn phối hợp Bắc Âu
- Ở nội dung đồi thường cá nhân/10 km, huy chương vàng thuộc về Eric Frenzel của Đức với thời gian 24:51.4, về sau là Akito Watabe của Nhật Bản với thời gian 24:56.2 và Lukas Klapfer của Áo với thời gian 25:09.5.[52]

 Trượt ván trên tuyết
- Ở chung kết nội dung lòng máng nam, huy chương vàng thuộc về Shaun White của Hoa Kỳ với số điểm 97.75. Huy chương bạc thuộc về Ayumu Hirano của Nhật với số điểm 95.25, còn huy chương đồng thuộc về Scott James người Úc với số điểm 92.00.[53]

 Trượt băng tốc độ
- Ở nội dung 1000 mét nữ, huy chương vàng thuộc về Jorien ter Mors của Hà Lan khi cô thiết lập kỷ lục Olympic với thời gian 1:13.56. Huy chương bạc thuộc về Nao Kodaira của Nhật Bản với thời gian 1:13.82, còn huy chương đồng thuộc về đồng hương Miho Takagi với thời gian 1:13.98.[54]

### Bảng thống kê (ngày 5)
| Môn                     | Nội dung                 | Vàng                     | Vàng   | Vàng   | Bạc                       | Bạc      | Đồng                        | Đồng     | Nguồn  |
| Môn                     | Nội dung                 | Vận động viên            | Đoàn   | Kỷ lục | Vận động viên             | Đoàn     | Vận động viên               | Đoàn     | Nguồn  |
| ----------------------- | ------------------------ | ------------------------ | ------ | ------ | ------------------------- | -------- | --------------------------- | -------- | ------ |
| Trượt băng nằm ngửa     | Đôi                      | Tobias Wendl Tobias Arlt | Đức    |        | Peter Penz Georg Fischler | Áo       | Toni Eggert Sascha Benecken | Đức      | [ 51 ] |
| Hai môn phối hợp Bắc Âu | Đồi thường cá nhân/10 km | Eric Frenzel             | Đức    |        | Akito Watabe              | Nhật Bản | Lukas Klapfer               | Áo       | [ 52 ] |
| Trượt ván trên tuyết    | Lòng máng nam            | Shaun White              | Hoa Kỳ |        | Ayumu Hirano              | Nhật Bản | Scott James                 | Úc       | [ 53 ] |
| Trượt băng tốc độ       | 1000 mét nữ              | Jorien ter Mors          | Hà Lan | OR     | Nao Kodaira               | Nhật Bản | Miho Takagi                 | Nhật Bản | [ 54 ] |

## Ngày 6 — Thứ Năm 15 tháng 2

### Kết quả chi tiết (ngày 6)
Trượt tuyết đổ đèo
- Do gió to vào ngày 11 tháng 2, nội dung đổ dốc nam được dời về ngày 15 tháng 2.[18] Người về nhất là Aksel Lund Svindal của Na Uy với thời gian 1:40.25, theo sau là người đồng hương Kjetil Jansrud với thời gian 1:40.37, và Beat Feuz của Thụy Sĩ với thời gian 1:40.43.[55]
- Nội dung super-G nam bị hoãn sang ngày 16 tháng 2 để giành chỗ cho nội dung đổ dốc nam.[18]
- Do gió to vào ngày 12 tháng 2, nội dung dích dắc lớn nữ được dời về ngày 15 tháng 2.[27] Người về nhất là Mikaela Shiffrin của Hoa Kỳ với thời gian 2:20.02, theo sau là Ragnhild Mowinckel của Na Uy với thời gian 2:20.41, và Federica Brignone của Ý với thời gian 2:20.48.[56]

 Hai môn phối hợp
- Ở nội dung cá nhân nam, huy chương vàng thuộc về Johannes Thingnes Bø của Na Uy với thời gian 48:03.8, theo sau là Jakov Fak của Slovenia với thời gian 48:09.3, và Dominik Landertinger của Áo với thời gian 48:18.0.[57]
- Nội dung cá nhân nữ được dời về ngày 15 tháng 2 do gió to vào ngày 14 tháng 2.[49] Huy chương vàng thuộc về Hanna Öberg của Thụy Điển với thời gian 41:07.2. huy chương bạc thuộc về Anastasiya Kuzmina của Slovakia với thời gian 41:31.9, trong khi huy chương đồng thuộc về Laura Dahlmeier của Đức với thời gian 41:48.4.[58]

 Trượt tuyết băng đồng
- Ở nội dung 10 km tự do nữ, huy chương vàng thuộc về Ragnhild Haga của Na Uy với thời gian 25:00.5. huy chương bạc thuộc về Charlotte Kalla của Thụy Điển với thời gian 25:20.8, trong khi huy chương đồng được trao cho Marit Bjørgen của Na Uy và Krista Pärmäkoski và Phần Lan sau khi cả hai vận động viên cùng đạt thành tích 25:32.4.[59]

 Bi đá trên băng
- Ngày thứ hai vòng bảng nội dung của nam.
- Ngày thứ hai vòng bảng nội dung của nữ.

 Trượt băng nghệ thuật
- Ở nội dung trượt băng đôi tự do, huy chương vàng thuộc về Aljona Savchenko và Bruno Massot của Đức với điểm số 235.90. Huy chương bạc thuộc về Sui Wenjing và Han Cong của Trung Quốc với điểm số 235.47, trong khi huy chương đồng thuộc về Meagan Duhamel và Eric Radford của Canada với điểm số 230.15.[60]

 Trượt tuyết tự do
- Diễn ra vòng loại nội dung không trung nữ. Số điểm vòng loại cao nhất thuộc về Alla Tsuper của Belarus với điểm số 99.37.[61]

 Khúc côn cầu trên băng
- Ngày thứ hai vòng bảng giải đấu của nam.
- Ngày thứ năm vòng bảng giải đấu của nữ.

 Trượt băng nằm ngửa
- Ở nội dung tiếp sức đồng đội, huy chương vàng thuộc về đội Đức với thời gian 2:24.517, theo sau là đội Canada với thời gian 2:24.872 và Áo với thời gian 2:24.988.[62]

 Trượt băng nằm sấp
- Diễn ra hai lượt thi đầu tiên nội dung của nam, Yun Sung-bin (Hàn Quốc) tạm dẫn đầu với thời gian 1:40.35.[63]

 Trượt ván trên tuyết
- Ở chung kết nội dung địa hình tốc độ nam, huy chương vàng thuộc về Pierre Vaultier của Pháp, về đích sau là Jarryd Hughes của Úc và Regino Hernández của Tây Ban Nha.[64]

 Trượt băng tốc độ
- Ở nội dung 10.000 m nam, huy chương vàng thuộc về Ted-Jan Bloemen của Canada với thời gian lập kỷ lục Olympic là 12:39.77. Huy chương bạc thuộc về Jorrit Bergsma của Hà Lan với thời gian 12:41.98, trong khi huy chương đồng thuộc về Nicola Tumolero của Ý với thời gian 12:54.32.[65]

### Bảng thống kê (ngày 6)
| Môn                   | Nội dung            | Vàng                                                          | Vàng      | Vàng              | Bạc                                                 | Bạc        | Đồng                                                      | Đồng        | Nguồn  |
| Môn                   | Nội dung            | Vận động viên                                                 | Đoàn      | Kỷ lục            | Vận động viên                                       | Đoàn       | Vận động viên                                             | Đoàn        | Nguồn  |
| --------------------- | ------------------- | ------------------------------------------------------------- | --------- | ----------------- | --------------------------------------------------- | ---------- | --------------------------------------------------------- | ----------- | ------ |
| Trượt tuyết đổ đèo    | Đổ dốc nam          | Aksel Lund Svindal                                            | Na Uy     |                   | Kjetil Jansrud                                      | Na Uy      | Beat Feuz                                                 | Thụy Sĩ     | [ 55 ] |
| Trượt tuyết đổ đèo    | Dích dắc lớn nữ     | Mikaela Shiffrin                                              | Hoa Kỳ    |                   | Ragnhild Mowinckel                                  | Na Uy      | Federica Brignone                                         | Ý           | [ 56 ] |
| Hai môn phối hợp      | Cá nhân nam         | Johannes Thingnes Bø                                          | Na Uy     |                   | Jakov Fak                                           | Slovenia   | Dominik Landertinger                                      | Áo          | [ 57 ] |
| Hai môn phối hợp      | Cá nhân nữ          | Hanna Öberg                                                   | Thụy Điển |                   | Anastasiya Kuzmina                                  | Slovakia   | Laura Dahlmeier                                           | Đức         | [ 58 ] |
| Trượt tuyết băng đồng | 10 km tự do nữ      | Ragnhild Haga                                                 | Na Uy     |                   | Charlotte Kalla                                     | Thụy Điển  | Marit Bjørgen                                             | Na Uy       | [ 59 ] |
| Trượt tuyết băng đồng | 10 km tự do nữ      | Ragnhild Haga                                                 | Na Uy     | Krista Pärmäkoski | Charlotte Kalla                                     | Thụy Điển  | Phần Lan                                                  |             | [ 59 ] |
| Trượt băng nghệ thuật | Trượt băng đôi      | Aljona Savchenko Bruno Massot                                 | Đức       |                   | Sui Wenjing Han Cong                                | Trung Quốc | Meagan Duhamel Eric Radford                               | Canada      | [ 60 ] |
| Trượt băng nằm ngửa   | Tiếp sức đồng đội   | Natalie Geisenberger Johannes Ludwig Tobias Wendl Tobias Arlt | Đức       |                   | Alex Gough Samuel Edney Tristan Walker Justin Snith | Canada     | Madeleine Egle David Gleirscher Peter Penz Georg Fischler | Áo          | [ 62 ] |
| Trượt ván trên tuyết  | Địa hình tốc độ nam | Pierre Vaultier                                               | Pháp      |                   | Jarryd Hughes                                       | Úc         | Regino Hernández                                          | Tây Ban Nha | [ 64 ] |
| Trượt băng tốc độ     | 10.000 mét nam      | Ted-Jan Bloemen                                               | Canada    | OR                | Jorrit Bergsma                                      | Hà Lan     | Nicola Tumolero                                           | Ý           | [ 65 ] |

## Ngày 7 — Thứ Sáu 16 tháng 2

### Kết quả chi tiết (ngày 7)
Trượt tuyết đổ đèo
- Ở nội dung super-G nam được chuyển về ngày này do việc sắp xếp lại lịch thi đấu của nội dung đổ dốc nam.[18] Người về nhất là Matthias Mayer của Áo với thời gian 1:24.44. Huy chương bạc thuộc về Beat Feuz của Thụy Sĩ với thời gian 1:24.57, còn huy chương đồng thuộc về Kjetil Jansrud của Na Uy với thời gian 1:24.62.[66]
- Ở nội dung dích dắc nữ được chuyển về ngày này do gió to vào ngày 14 tháng 2.[48] Người về nhất là Frida Hansdotter của Thụy Điển với thời gian 1:38.63, về sau là Wendy Holdener của Thụy Sĩ với thời gian 1:38.68 và Katharina Gallhuber của Áo với thời gian 1:38.95.[67]

 Trượt tuyết băng đồng
- Ở nội dung 15 km tự do nam Người chiến thắng là Dario Cologna của Thụy Sĩ với thời gian 33:43.9, tiếp theo sau là Simen Hegstad Krüger của Na Uy với thời gian 34:02.2 and Denis Spitsov của Nga với thời gian 34:06.9.[68]

 Bi đá trên băng
- Ngày thứ ba vòng bảng của nam.
- Ngày thứ ba vòng bảng của nữ.

 Trượt băng nghệ thuật
- Phần thi đơn nam ngắn.

 Trượt tuyết tự do
- Chung kết không trung nữ chứng kiện sự lên ngôi của Hanna Huskova tới từ Belarus với số điểm 96.14. Huy chương bạc thuộc về Zhang Xin của Trung Quốc với số điểm 95.52, còn huy chương đồng thuộc về đồng hương Kong Fanyu với số điểm 70.14.[69]

 Khúc côn cầu trên băng
- Ngày thi đấu thứ ba vòng bảng của nam.

 Trượt băng nằm sấp
- Hai lượt thi cuối cùng của nam. Người chiến thắng là Yun Sung-bin của Hàn Quốc với thời gian 3:20.55, tiếp theo sau là Nikita Tregubov của Nga với thời gian 3:22.18 và Dominic Parsons của Anh Quốc với thời gian 3:22.20.[70]
- Hai lượt thi đầu tiên của nữ.

 Trượt tuyết nhảy xa
- Vòng loại nội dung đồi lớn cá nhân nam.

 Trượt ván trên tuyết
- Ở nội dung địa hình tốc độ nữ, người chiến thắng là Michela Moioli của Ý. Huy chương bạc thuộc về Julia Pereira de Sousa Mabileau của Pháp, còn huy chương đồng thuộc về Eva Samková của Cộng hòa Séc.[71]

 Trượt băng tốc độ
- Ở nội dung 5000 m nữ, người chiến thắng là Esmee Visser của Hà Lan với thời gian 6:50.23, về sau là Martina Sáblíková của Cộng hòa Séc với thời gian 6:51.85 và Natalya Voronina của Nga với thời gian 6:53.98.[72]

### Bảng thống kê (ngày 7)
| Môn                   | Nội dung           | Vàng             | Vàng      | Vàng   | Bạc                             | Bạc                          | Đồng                | Đồng                         | Nguồn  |
| Môn                   | Nội dung           | Vận động viên    | Đoàn      | Kỷ lục | Vận động viên                   | Đoàn                         | Vận động viên       | Đoàn                         | Nguồn  |
| --------------------- | ------------------ | ---------------- | --------- | ------ | ------------------------------- | ---------------------------- | ------------------- | ---------------------------- | ------ |
| Trượt tuyết đổ đèo    | Super-G nam        | Matthias Mayer   | Áo        |        | Beat Feuz                       | Thụy Sĩ                      | Kjetil Jansrud      | Na Uy                        | [ 66 ] |
| Trượt tuyết đổ đèo    | Dích dắc nữ        | Frida Hansdotter | Thụy Điển |        | Wendy Holdener                  | Thụy Sĩ                      | Katharina Gallhuber | Áo                           | [ 67 ] |
| Trượt tuyết băng đồng | 15 km tự do nam    | Dario Cologna    | Thụy Sĩ   |        | Simen Hegstad Krüger            | Na Uy                        | Denis Spitsov       | Vận động viên Olympic từ Nga | [ 68 ] |
| Trượt tuyết tự do     | Không trung nữ     | Hanna Huskova    | Belarus   |        | Zhang Xin                       | Trung Quốc                   | Kong Fanyu          | Trung Quốc                   | [ 69 ] |
| Trượt băng nằm sấp    | Nam                | Yun Sung-bin     | Hàn Quốc  |        | Nikita Tregubov                 | Vận động viên Olympic từ Nga | Dominic Parsons     | Anh Quốc                     | [ 70 ] |
| Trượt ván trên tuyết  | Địa hình tốc độ nữ | Michela Moioli   | Ý         |        | Julia Pereira de Sousa Mabileau | Pháp                         | Eva Samková         | Cộng hòa Séc                 | [ 71 ] |
| Trượt băng tốc độ     | 5000 m nữ          | Esmee Visser     | Hà Lan    |        | Martina Sáblíková               | Cộng hòa Séc                 | Natalya Voronina    | Vận động viên Olympic từ Nga | [ 72 ] |

## Ngày 8 — Thứ Bảy 17 tháng 2

### Kết quả chi tiết (ngày 8)
Trượt tuyết đổ đèo
- Ở nội dung super-G nữ, người đứng thứ nhất là Ester Ledecká của Cộng hòa Séc với thời gian 1:21.11, về sau là Anna Veith của Áo với thời gian 1:21.12 và Tina Weirather của Liechtenstein với thời gian 1:21.22.[73]

 Hai môn phối hợp
- Ở nội dung xuất phát đồng hàng nữ, người đứng thứ nhất là Anastasiya Kuzmina của Slovakia với thời gian 35:23.0. Darya Domracheva của Belarus kém 18,8 giây giành huy chương bạc còn Tiril Eckhoff của Na Uy kém 27,7 giây giành huy chương đồng.[74]

 Trượt tuyết băng đồng
- Ở nội dung 4 × 5 km tiếp sức nữ, đội đứng thứ nhất là Na Uy với thời gian 51:24.3, về sau là Thụy Điển với thời gian 51:26.3 còn Nga đứng thứ ba với thời gian 52:07.6.[75]

 Bi đá trên băng
- Ngày thi đấu thứ tư vòng bảng của nam.
- Ngày thi đấu thứ tư vòng bảng của nữ.

 Trượt băng nghệ thuật
- Ở phần thi đơn nam tự do, người đứng thứ nhất là Hanyu Yuzuru của Nhật Bản với số điểm 317.85. Tấm huy chương bạc thuộc về đồng hương Uno Shoma với số điểm 306.90, trong khi huy chương đồng thuộc về Javier Fernández của Tây Ban Nha với số điểm 305.24.[76]

 Trượt tuyết tự do
- Ở nội dung dốc chướng ngại vật nữ, người đứng thứ nhất là Sarah Höfflin của Thụy Sĩ với số điểm 91.20. Tấm huy chương bạc thuộc về đồng hương Mathilde Gremaud với số điểm 88.00, trong khi huy chương đồng thuộc về Isabel Atkin của Anh Quốc với số điểm 84.60.[77]
- Vòng loại nội dung không trung nam kết thúc với Ilia Burov của Nga dẫn đầu với số điểm 126.55.[78]

 Khúc côn cầu trên băng
- Tứ kết nội dung của nữ:
  -  Nga 6–2  Thụy Sĩ
  -  Phần Lan 7–2  Thụy Điển
- Ngày thứ tư vòng bảng của nam.

 Trượt băng tốc độ cự ly ngắn
- Samuel Girard của Canada giành chiến thắng trong trận chung kết 1000 m nam với thời gian 1:24.650 giành huy chương vàng. John-Henry Krueger của Hoa Kỳ về nhì với thời gian 1:24.864, và Seo Yi-ra của Hàn Quốc về thứ ba với thời gian 1:31.619.[79]
- Chung kết 1500 m nữ, người đứng thứ nhất là Choi Min-jeong của Hàn Quốc với thời gian 2:24.948. Li Jinyu của Trung Quốc về thứ nhì với thành tích 2:25.703 còn Kim Boutin của Canada về thứ ba với thành tích 2:25.834.[80]

 Trượt băng nằm sấp
- Lizzy Yarnold của Anh Quốc giành huy chương vàng nội dung của nữ với tổng thời gian 3:27.28. Jacqueline Lölling của Đức đứng thứ hai với tổng thời gian 3:27.73, và Laura Deas của Anh Quốc đứng thứ ba với 3:27.90.[81]

 Trượt tuyết nhảy xa
- Vòng chung kết nội dung đồi lớn cá nhân nam, người đứng thứ nhất là Kamil Stoch của Ba Lan với tổng số điểm 285.7. Andreas Wellinger của Đức giành huy chương bạc với số điểm 282.3 và Robert Johansson của Na Uy có tổng điểm 275.3 giành huy chương đồng.[82]

### Bảng thống kê (ngày 8)
| Môn                          | Nội dung               | Vàng                                                                            | Vàng         | Vàng   | Bạc                                                    | Bạc        | Đồng                                                                  | Đồng                         | Nguồn  |
| Môn                          | Nội dung               | Vận động viên                                                                   | Đoàn         | Kỷ lục | Vận động viên                                          | Đoàn       | Vận động viên                                                         | Đoàn                         | Nguồn  |
| ---------------------------- | ---------------------- | ------------------------------------------------------------------------------- | ------------ | ------ | ------------------------------------------------------ | ---------- | --------------------------------------------------------------------- | ---------------------------- | ------ |
| Trượt tuyết đổ đèo           | Super-G nữ             | Ester Ledecká                                                                   | Cộng hòa Séc |        | Anna Veith                                             | Áo         | Tina Weirather                                                        | Liechtenstein                | [ 73 ] |
| Hai môn phối hợp             | Xuất phát đồng hàng nữ | Anastasiya Kuzmina                                                              | Slovakia     |        | Darya Domracheva                                       | Belarus    | Tiril Eckhoff                                                         | Na Uy                        | [ 74 ] |
| Trượt tuyết băng đồng        | 4 × 5 km tiếp sức nữ   | Ingvild Flugstad Østberg Astrid Uhrenholdt Jacobsen Ragnhild Haga Marit Bjørgen | Na Uy        |        | Anna Haag Charlotte Kalla Ebba Andersson Stina Nilsson | Thụy Điển  | Natalia Nepryaeva Yulia Belorukova Anastasia Sedova Anna Nechaevskaya | Vận động viên Olympic từ Nga | [ 75 ] |
| Trượt băng nghệ thuật        | Đơn nam                | Hanyu Yuzuru                                                                    | Nhật Bản     |        | Uno Shoma                                              | Nhật Bản   | Javier Fernández                                                      | Tây Ban Nha                  | [ 76 ] |
| Trượt tuyết tự do            | Dốc chướng ngại vật nữ | Sarah Höfflin                                                                   | Thụy Sĩ      |        | Mathilde Gremaud                                       | Thụy Sĩ    | Isabel Atkin                                                          | Anh Quốc                     | [ 77 ] |
| Trượt băng tốc độ cự ly ngắn | 1000 m nam             | Samuel Girard                                                                   | Canada       |        | John-Henry Krueger                                     | Hoa Kỳ     | Seo Yi-ra                                                             | Hàn Quốc                     | [ 79 ] |
| Trượt băng tốc độ cự ly ngắn | 1500 m nữ              | Choi Min-jeong                                                                  | Hàn Quốc     |        | Li Jinyu                                               | Trung Quốc | Kim Boutin                                                            | Canada                       | [ 80 ] |
| Trượt băng nằm sấp           | Nữ                     | Lizzy Yarnold                                                                   | Anh Quốc     |        | Jacqueline Lölling                                     | Đức        | Laura Deas                                                            | Anh Quốc                     | [ 81 ] |
| Trượt tuyết nhảy xa          | Đồi lớn cá nhân nam    | Kamil Stoch                                                                     | Ba Lan       |        | Andreas Wellinger                                      | Đức        | Robert Johansson                                                      | Na Uy                        | [ 82 ] |

## Ngày 9 — Chủ Nhật 18 tháng 2

### Kết quả chi tiết (ngày 9)
Trượt tuyết đổ đèo
- Ở nội dung dích dắc lớn nam người giành huy chương vàng là Marcel Hirscher của Áo với thời gian 2:18.04. Huy chương bạc thuộc về Henrik Kristoffersen của Na Uy với thời gian 2:19.31, còn huy chương đồng thuộc về Alexis Pinturault của Áo với thời gian 2:19.35.[83]

 Hai môn phối hợp
- Ở nội dung xuất phát đồng hàng nam người giành huy chương vàng là Martin Fourcade của Pháp nhờ hình ảnh chụp ở vạch đích, sau khi anh có cùng thành tích với Simon Schempp của Đức với thời gian 35:47.3. Huy chương đồng thuộc về Emil Hegle Svendsen của Na Uy với thời gian 35:58.5.[84]

 Xe trượt lòng máng
- Hai lượt thi đầu tiên của nội dung hai người nam, Nico Walther và Christian Poser của Đức tạm dẫn đầu với thời gian 1:38.39.[85]

 Trượt tuyết băng đồng
- Ở nội dung 4 × 10 km tiếp sức nam đội giành huy chương vàng là Na Uy với thời gian 1:33:04.9, về sau là Nga với thời gian 1:33:14.3 và Pháp với thời gian 1:33:41.8.[86]

 Bi đá trên băng
- Ngày thứ năm vòng bảng của nam.
- Ngày thứ năm vòng bảng của nữ.

 Trượt tuyết tự do
- Ở nội dung dốc chướng ngại vật nam người giành huy chương vàng là Øystein Bråten của Na Uy với số điểm 95.00. Huy chương bạc thuộc về Nick Goepper của Hoa Kỳ với số điểm 93.60. Huy chương đồng thuộc về Alex Beaulieu-Marchand của Canada với số điểm 92.40.[87]
- Ở chung kết nội dung không trung nam, những người chiến thắng là Oleksandr Abramenko của Ukraina với số điểm 128.51. Huy chương bạc thuộc về Jia Zongyang của Trung Quốc với số điểm 128.05, còn huy chương đồng thuộc về Ilya Burov của Nga với số điểm 122.17.[88]

 Khúc côn cầu trên băng
- Tranh hạng 5-8 nội dung của nữ:
  -  Thụy Sĩ 2–0  Triều Tiên
  -  Thụy Điển 1–2  Nhật Bản
- Ngày thứ năm vòng bảng của nam.

 Trượt băng tốc độ
- Vòng loại đuổi bắt đồng đội nam, Hàn Quốc có thời gian tốt nhất là 3:38.29.[89]
- Ở nội dung 500 m nữ người giành huy chương vàng là Nao Kodaira của Nhật Bản với thành tích phá kỷ lục Olympic là 36 giây 94. Huy chương bạc thuộc về Lee Sang-hwa với thời gian 37.33, còn huy chương đồng thuộc về Karolína Erbanová người Séc với thời gian 37.34.[90]

### Bảng thống kê (ngày 9)
| Môn                   | Nội dung                | Vàng                                                                              | Vàng     | Vàng   | Bạc                                                                | Bạc                          | Đồng                                                                     | Đồng                         | Nguồn  |
| Môn                   | Nội dung                | Vận động viên                                                                     | Đoàn     | Kỷ lục | Vận động viên                                                      | Đoàn                         | Vận động viên                                                            | Đoàn                         | Nguồn  |
| --------------------- | ----------------------- | --------------------------------------------------------------------------------- | -------- | ------ | ------------------------------------------------------------------ | ---------------------------- | ------------------------------------------------------------------------ | ---------------------------- | ------ |
| Trượt tuyết đổ đèo    | Dích dắc lớn nam        | Marcel Hirscher                                                                   | Áo       |        | Henrik Kristoffersen                                               | Na Uy                        | Alexis Pinturault                                                        | Pháp                         | [ 83 ] |
| Hai môn phối hợp      | Xuất phát đồng hàng nam | Martin Fourcade                                                                   | Pháp     |        | Simon Schempp                                                      | Đức                          | Emil Hegle Svendsen                                                      | Na Uy                        | [ 84 ] |
| Trượt tuyết băng đồng | 4 × 10 km tiếp sức nam  | Didrik Tønseth Martin Johnsrud Sundby Simen Hegstad Krüger Johannes Høsflot Klæbo | Na Uy    |        | Andrey Larkov Aleksandr Bolshunov Aleksey Chervotkin Denis Spitsov | Vận động viên Olympic từ Nga | Jean-Marc Gaillard Maurice Manificat Clément Parisse Adrien Backscheider | Pháp                         | [ 86 ] |
| Trượt tuyết tự do     | Dốc chướng ngại vật nam | Øystein Bråten                                                                    | Na Uy    |        | Nick Goepper                                                       | Hoa Kỳ                       | Alex Beaulieu-Marchand                                                   | Canada                       | [ 87 ] |
| Trượt tuyết tự do     | Không trung nam         | Oleksandr Abramenko                                                               | Ukraina  |        | Jia Zongyang                                                       | Trung Quốc                   | Ilya Burov                                                               | Vận động viên Olympic từ Nga | [ 88 ] |
| Trượt băng tốc độ     | 500 mét nữ              | Nao Kodaira                                                                       | Nhật Bản | OR     | Lee Sang-hwa                                                       | Hàn Quốc                     | Karolína Erbanová                                                        | Cộng hòa Séc                 | [ 90 ] |

## Ngày 10 — Thứ Hai 19 tháng 2

### Kết quả chi tiết (ngày 10)
Xe trượt lòng máng
- Hai lượt thi cuối cùng của nội dung hai người nam. Justin Kripps và Alexander Kopacz của Canada cùng với Francesco Friedrich và Thorsten Margis của Đức cùng đoạt huy chương vàng với thời gian 3:16.86. Huy chương đồng thuộc về Oskars Melbārdis và Jānis Strenga của Latvia với thời gian 3:16.91.[91]

 Bi đá trên băng
- Ngày thứ sáu vòng bảng của nam.
- Ngày thứ sáu vòng bảng của nữ.

 Trượt băng nghệ thuật
- Ở phần thi ngắn nội dung khiêu vũ trên băng, cặp đôi của Canada là Tessa Virtue và Scott Moir dẫn đầu với số điểm 83.67.[92]

 Trượt tuyết tự do
- Ở vòng loại lòng máng nữ, Cassie Sharpe của Canada đạt số điểm cao nhất là 93.40.[93]

 Khúc côn cầu trên băng
- Bán kết nội dung của nữ:
  -  Hoa Kỳ 5–0  Phần Lan
  -  Canada 5–0  Nga

 Trượt tuyết nhảy xa
- Ở nội dung đồi lớn đồng đội nam, đội chiến thắng là Na Uy với số điểm 1098.5. Huy chương bạc thuộc về đội Đức với số điểm 1075.7, trong khi huy chương đồng thuộc về Ba Lan với số điểm 1072.4.[94]

 Trượt ván trên tuyết
- Ở vòng loại big air nữ, Anna Gasser của Áo đạt số điểm cao nhất là 98.00.[95]

 Trượt băng tốc độ
- Ở vòng loại đuổi bắt đồng đội nữ, đội Hà Lan đạt thành tích cao nhất và thiết lập kỷ lục Olympic mới với thời gian 2:55.61.[96]
- Ở nội dung 500 m nam, Håvard Holmefjord Lorentzen của Na Uy giành chức vô địch với kỷ lục Olympic 34 giây 41, về nhì là Cha Min-kyu với thời gian 34.42 và thứ ba là Gao Tingyu với thời gian 34.65.[97]

### Bảng thống kê (ngày 10)
| Môn                 | Nội dung             | Vàng                                                                      | Vàng   | Vàng   | Bạc                                                         | Bạc             | Đồng                                             | Đồng       | Nguồn  |
| Môn                 | Nội dung             | Vận động viên                                                             | Đoàn   | Kỷ lục | Vận động viên                                               | Đoàn            | Vận động viên                                    | Đoàn       | Nguồn  |
| ------------------- | -------------------- | ------------------------------------------------------------------------- | ------ | ------ | ----------------------------------------------------------- | --------------- | ------------------------------------------------ | ---------- | ------ |
| Xe trượt lòng máng  | Hai người nam        | Justin Kripps Alexander Kopacz                                            | Canada |        | Không được trao                                             | Không được trao | Oskars Melbārdis Jānis Strenga                   | Latvia     | [ 91 ] |
| Xe trượt lòng máng  | Hai người nam        | Francesco Friedrich Thorsten Margis                                       | Đức    |        | Không được trao                                             | Không được trao | Oskars Melbārdis Jānis Strenga                   | Latvia     | [ 91 ] |
| Trượt tuyết nhảy xa | Đồi lớn đồng đội nam | Daniel-André Tande Andreas Stjernen Johann André Forfang Robert Johansson | Na Uy  |        | Karl Geiger Stephan Leyhe Richard Freitag Andreas Wellinger | Đức             | Maciej Kot Stefan Hula Dawid Kubacki Kamil Stoch | Ba Lan     | [ 94 ] |
| Trượt băng tốc độ   | 500 m nam            | Håvard Holmefjord Lorentzen                                               | Na Uy  | OR     | Cha Min-kyu                                                 | Hàn Quốc        | Gao Tingyu                                       | Trung Quốc | [ 97 ] |

## Ngày 11 — Thứ Ba 20 tháng 2

### Kết quả chi tiết (ngày 11)
Hai môn phối hợp
- Ở nội dung tiếp sức hỗn hợp, đội chiến thắng là Pháp với thời gian 1:08:34.3, về sau là đội Na Uy với thời gian 1:08:55.2 và Ý với thời gian 1:09:01.2.[98]

 Xe trượt lòng máng
- Hai lượt thi đầu tiên của nội dung hai người nữ.

 Bi đá trên băng
- Ngày thứ bảy vòng bảng của nam.
- Ngày thứ bảy vòng bảng của nữ.

 Trượt băng nghệ thuật
- Ở phần thi tự do của nội dung khiêu vũ trên băng, Tessa Virtue và Scott Moir của Canada là cặp đôi giành huy chương vàng với số điểm kỷ lục thế giới 206.07. Gabriella Papadakis và Guillaume Cizeron của Pháp giành số điểm 205.28 và giành huy chương bạc. Maia Shibutani và Alex Shibutani của Hoa Kỳ về thứ ba với số điểm 192.59.[99]

 Trượt tuyết tự do
- Tại chung kết lòng máng nữ, Cassie Sharpe của Canada giành huy chương vàng với số điểm 95.80, Marie Martinod đạt 92.60 điểm và giành huy chương bạc, còn huy chương đồng thuộc về Brita Sigourney của Hoa Kỳ với số điểm 91.60.[100]
- Ở vòng loại lòng máng nam, Aaron Blunck (Mỹ) đạt điểm số cao nhất, 94.40.[101]

 Khúc côn cầu trên băng
- Nội dung của nữ:
  - Trận tranh hạng bảy:  Thụy Điển 6–1  Triều Tiên
  - Trận tranh hạng năm:  Thụy Sĩ 1–0  Nhật Bản
- Playoff loại trực tiếp nội dung của nam:
  -  Hoa Kỳ 5–1  Slovakia
  -  Slovenia 1–2 OT  Na Uy
  -  Phần Lan 5–2  Hàn Quốc
  -  Thụy Sĩ 1–2 OT  Đức

 Hai môn phối hợp Bắc Âu
- Ở nội dung đồi lớn cá nhân/10 km, Đức giành trọn vẹn cả ba vị trí cao nhất trong đó Johannes Rydzek về nhất với thời gian 23:52.5, về nhì là Fabian Rießle với thời gian 23:52.9, và thứ ba là Eric Frenzel với thời gian 23:53.3.[102]

 Trượt băng tốc độ cự ly ngắn
- Ở vòng chung kết 3000 m tiếp sức nữ, đội Hàn Quốc giành huy chương vàng với thời gian 4:07.361, theo sau là đội Ý (4:15.901). Do Trung Quốc và Canada bị truất quyền thi đấu ở chung kết A, huy chương đồng được trao cho Hà Lan, đội xuất sắc về nhất chung kết B (để xác định đội xếp thứ 5) với kỷ lục thế giới 4:03.471.[103]
- Ở vòng loại 1000 m nữ, thành tích tốt nhất 1:29.519 thuộc về Suzanne Schulting người Hà Lan.[104]
- Ở vòng loại 500 mét nam, Wu Dajing (Trung Quốc) thiết lập kỷ lục Olympic với thời gian 40.264.[105]

### Bảng thống kê (ngày 11)
| Môn                          | Nội dung              | Vàng                                                             | Vàng     | Vàng   | Bạc                                                                | Bạc   | Đồng                                                                | Đồng   | Đồng   | Nguồn   |
| Môn                          | Nội dung              | Vận động viên                                                    | Đoàn     | Kỷ lục | Vận động viên                                                      | Đoàn  | Vận động viên                                                       | Đoàn   | Kỷ lục | Nguồn   |
| ---------------------------- | --------------------- | ---------------------------------------------------------------- | -------- | ------ | ------------------------------------------------------------------ | ----- | ------------------------------------------------------------------- | ------ | ------ | ------- |
| Hai môn phối hợp             | Tiếp sức hỗn hợp      | Marie Dorin Habert Anaïs Bescond Simon Desthieux Martin Fourcade | Pháp     |        | Marte Olsbu Tiril Eckhoff Johannes Thingnes Bø Emil Hegle Svendsen | Na Uy | Lisa Vittozzi Dorothea Wierer Lukas Hofer Dominik Windisch          | Ý      |        | [ 98 ]  |
| Trượt băng nghệ thuật        | Khiêu vũ trên băng    | Tessa Virtue Scott Moir                                          | Canada   | WR     | Gabriella Papadakis Guillaume Cizeron                              | Pháp  | Maia Shibutani Alex Shibutani                                       | Hoa Kỳ |        | [ 99 ]  |
| Trượt tuyết tự do            | Lòng máng nữ          | Cassie Sharpe                                                    | Canada   |        | Marie Martinod                                                     | Pháp  | Brita Sigourney                                                     | Hoa Kỳ |        | [ 100 ] |
| Hai môn phối hợp Bắc Âu      | Đồi lớn cá nhân/10 km | Johannes Rydzek                                                  | Đức      |        | Fabian Rießle                                                      | Đức   | Eric Frenzel                                                        | Đức    |        | [ 102 ] |
| Trượt băng tốc độ cự ly ngắn | 3000 m tiếp sức nữ    | Shim Suk-hee Choi Min-jeong Kim Ye-jin Kim A-lang                | Hàn Quốc |        | Arianna Fontana Lucia Peretti Cecilia Maffei Martina Valcepina     | Ý     | Suzanne Schulting Yara van Kerkhof Lara van Ruijven Jorien ter Mors | Hà Lan | WR     | [ 103 ] |

## Ngày 12 — Thứ Bảy 21 tháng 2

### Kết quả chi tiết (ngày 12)
Trượt tuyết đổ đèo
- Ở nội dung đổ dốc nữ, chiến thắng thuộc về Sofia Goggia của Ý với thời gian 1:39.22, xếp sau là Ragnhild Mowinckel của Na Uy với thời gian 1:39.31, and Lindsey Vonn của Hoa Kỳ với thời gian 1:39.69.[106]

 Xe trượt lòng máng
- Ở hai lượt thi cuối của nội dung hai người nữ, chiến thắng thuộc về Mariama Jamanka và Lisa Buckwitz của Đức với thời gian 3:22.45. Huy chương bạc thuộc về Elana Meyers Taylor và Lauren Gibbs của Hoa Kỳ với thời gian 3:22.52, trong khi huy chương đồng thuộc về Kaillie Humphries và Phylicia George của Canada với thời gian 3:22.89.[107]

 Trượt tuyết băng đồng
- Ở nội dung nước rút đồng đội nam, chiến thắng thuộc về đội Na Uy với thời gian 15:56.26, về đích sau là Nga với thời gian 15:57.97 và Pháp với thời gian 15:58.28.[108]
- Ở nội dung nước rút đồng đội nữ, chiến thắng thuộc về Hoa Kỳ với thời gian 15:56.47, về sau là Thụy Điển với thời gian 15:56.66 và Na Uy với thời gian 15:59.44.[109]

 Bi đá trên băng
- Ngày thứ tám vòng bảng của nam.
- Ngày thứ tám vòng bảng của nữ.

 Trượt băng nghệ thuật
- Ở nội dung đơn nữ, phần thi ngắn, Alina Zagitova (Nga) có số điểm tốt nhất, 82.92.[110]

 Trượt tuyết tự do
- Ở nội dung địa hình tốc độ nam, chiến thắng thuộc về Brady Leman của Canada, xếp sau là Marc Bischofberger của Thụy Sĩ và Sergey Ridzik của Nga.[111]

 Khúc côn cầu trên băng
- Ở trận tranh huy chương đồng nội dung của nữ:
  -  Phần Lan 3–2  Vận động viên Olympic từ Nga
- Ở tứ kết nội dung của nam:
  -  Séc 3–2 GWS  Hoa Kỳ
  -  Vận động viên Olympic từ Nga 6–1  Na Uy
  -  Canada 1–0  Phần Lan
  -  Thụy Điển 3–4 OT  Đức

 Trượt ván trên tuyết
- Tại vòng loại nội dung big air nam, Carlos Garcia Knight (New Zealand) có số điểm cao nhất, 97.50.[112]

 Trượt băng tốc độ
- Tại các lượt thi chung kết đuổi bắt đồng đội nam, chiến thắng thuộc về đội Na Uy với thời gian 3:37.32, về sau là Hàn Quốc với thời gian 3:38.52. Huy chương đồng về tay đội Hà Lan sau khi thắng trong trận tranh huy chương đồng với thời gian 3:38.40 trước New Zealand (3:43.54).[113]
- Tại các lượt thi chung kết đuổi bắt đồng đội nữ, chiến thắng thuộc về đội Nhật Bản với kỷ lục Olympic là 2:53.89, chiến thắng đội Hà Lan với thời gian 2:55.48. Huy chương đồng về tay Hoa Kỳ với thời gian 2:59.27, đội đã thắng đội Canada (2:59.72) ở trận tranh hạng ba.[114]

### Bảng thống kê (ngày 12)
| Môn                   | Nội dung              | Vàng                                                    | Vàng     | Vàng   | Bạc                                           | Bạc                          | Đồng                                         | Đồng                         | Nguồn   |
| Môn                   | Nội dung              | Vận động viên                                           | Đoàn     | Kỷ lục | Vận động viên                                 | Đoàn                         | Vận động viên                                | Đoàn                         | Nguồn   |
| --------------------- | --------------------- | ------------------------------------------------------- | -------- | ------ | --------------------------------------------- | ---------------------------- | -------------------------------------------- | ---------------------------- | ------- |
| Trượt tuyết đổ đèo    | Đổ dốc nữ             | Sofia Goggia                                            | Ý        |        | Ragnhild Mowinckel                            | Na Uy                        | Lindsey Vonn                                 | Hoa Kỳ                       | [ 106 ] |
| Xe trượt lòng máng    | Hai người nữ          | Mariama Jamanka Lisa Buckwitz                           | Đức      |        | Elana Meyers Taylor Lauren Gibbs              | Hoa Kỳ                       | Kaillie Humphries Phylicia George            | Canada                       | [ 107 ] |
| Trượt tuyết băng đồng | Nước rút đồng đội nam | Martin Johnsrud Sundby Johannes Høsflot Klæbo           | Na Uy    |        | Denis Spitsov Aleksandr Bolshunov             | Vận động viên Olympic từ Nga | Maurice Manificat Richard Jouve              | Pháp                         | [ 108 ] |
| Trượt tuyết băng đồng | Nước rút đồng đội nữ  | Kikkan Randall Jessica Diggins                          | Hoa Kỳ   |        | Charlotte Kalla Stina Nilsson                 | Thụy Điển                    | Marit Bjørgen Maiken Caspersen Falla         | Na Uy                        | [ 109 ] |
| Trượt tuyết tự do     | Địa hình tốc độ nam   | Brady Leman                                             | Canada   |        | Marc Bischofberger                            | Thụy Sĩ                      | Sergey Ridzik                                | Vận động viên Olympic từ Nga | [ 111 ] |
| Trượt băng tốc độ     | Đuổi bắt đồng đội nam | Håvard Bøkko Simen Spieler Nilsen Sverre Lunde Pedersen | Na Uy    |        | Lee Seung-hoon Chung Jae-won Kim Min-seok     | Hàn Quốc                     | Patrick Roest Jan Blokhuijsen Sven Kramer    | Hà Lan                       | [ 113 ] |
| Trượt băng tốc độ     | Đuổi bắt đồng đội nữ  | Miho Takagi Ayano Sato Nana Takagi                      | Nhật Bản | OR     | Marrit Leenstra Ireen Wüst Antoinette de Jong | Hà Lan                       | Heather Bergsma Brittany Bowe Mia Manganello | Hoa Kỳ                       | [ 114 ] |

## Ngày 13 — Thứ Năm 22 tháng 2

### Kết quả chi tiết (ngày 13)
Trượt tuyết đổ đèo
- Ở nội dung dích dắc nam, huy chương vàng thuộc về André Myhrer của Thụy Điển với tổng thời gian 1:38.99. Ramon Zenhäusern của Thụy Sĩ giành huy chương bạc với tổng thời gian 1:39.33, và Michael Matt của Áo đứng thứ ba với tổng thời gian 1:39.66.[115]
- Do dự báo gió lớn vào ngày 23 tháng 2, nội dung kết hợp nữ được tổ chức sớm về ngày 22.[116] Michelle Gisin của Thụy Sĩ giành vàng với thời gian 2:20.90, Mikaela Shiffrin của Hoa Kỳ giành huy chương bạc với thời gian 2:21.87, còn Wendy Holdener của Thụy Sĩ đứng thứ ba với thành tích 2:22.34.[117]

 Hai môn phối hợp
- Ở nội dung tiếp sức nữ, huy chương vàng thuộc về đội Belarus với thời gian 1:12:03.4. Thụy Điển về nhì với thời gian 1:12:14.1 còn đội Pháp đứng thứ ba với thành tích 1:12:21.0.[118]

 Bi đá trên băng
- Do Alexander Krushelnitskiy của Nga bị dính doping, anh và đồng đội Anastasia Bryzgalova bị tước huy chương đồng nội dung đôi nam nữ. Huy chương được chuyển lại cho Kristin Skaslien và Magnus Nedregotten của Na Uy.[40]
- Ở nội dung của nam:
  - Trận phân hạng vòng bảng:  Anh Quốc 5–9  Thụy Sĩ
  - Bán kết:
    -  Thụy Điển 9–3  Thụy Sĩ
    -  Canada 3–5  Hoa Kỳ

 Trượt tuyết tự do
- Tại chung kết nội dung lòng máng nam, David Wise của Hoa Kỳ giành vàng với số điểm 97.20, Alex Ferreira của Hoa Kỳ về nhì với thành tích 96.40, còn Nico Porteous của New Zealand giành được 94.80 điểm qua đó đoạt tấm huy chương đồng.[119]

 Khúc côn cầu trên băng
- Ở trận tranh huy chương vàng nội dung của nữ:
  -  Canada 2–3 GWS  Hoa Kỳ

 Hai môn phối hợp Bắc Âu
- Ở nội dung đồi lớn đồng đội/4 × 5 km, huy chương vàng thuộc về đội Đức với thời gian 46:09.8, xếp sau là Na Uy với thời gian 47:02.5 và Áo với thời gian 47:17.6.[120]

 Trượt băng tốc độ cự ly ngắn
- Tại chung kết nội dung 1000 m nữ, Suzanne Schulting của Hà Lan giành huy chương vàng với thời gian 1:29.778, Kim Boutin của Canada giành huy chương bạc với thời gian 1:29.956, còn Arianna Fontana của Ý về thứ ba với thời gian 1:30.656.[121]
- Wu Dajing của Trung Quốc thiết lập kỷ lục thế giới tại chung kết nội dung 500 m nam với thời gian 39.584. Hwang Dae-heon và Lim Hyo-jun của Hàn Quốc lần lượt về thứ hai và thứ ba với thời gian 39.854 và 39.919.[122]
- Tại chung kết nội dung 5000 m tiếp sức nam, đội Hungary thiết lập kỷ lục Olympic với thời gian 6:31.971 và giành huy chương vàng. Trung Quốc xếp thứ hai (6:32.035) còn Canada đứng thứ ba (6:32.282).[123]

 Trượt ván trên tuyết
- Vòng loại nội dung dích dắc lớn song song nam bị hoãn sang ngày 24 tháng 2 do gió to.[124]
- Vòng loại nội dung dích dắc lớn song song nữ bị hoãn sang ngày 24 tháng 2 do gió to.[124]
- Do dự báo gió to vào ngày 23 tháng 2, vòng chung kết nội dung big air nữ được chuyển sang ngày này.[125] Anna Gasser của Áo giành vàng với số điểm 185.00, Jamie Anderson của Hoa Kỳ giành huy chương bạc với thành tích 177.25, còn Zoi Sadowski-Synnott của New Zealand đứng thứ ba với thành tích 157.50.[126]

### Bảng thống kê (ngày 13)
| Môn                          | Nội dung                  | Vàng                                                               | Vàng       | Vàng   | Bạc                                                         | Bạc        | Đồng                                                             | Đồng        | Nguồn   |
| Môn                          | Nội dung                  | Vận động viên                                                      | Đoàn       | Kỷ lục | Vận động viên                                               | Đoàn       | Vận động viên                                                    | Đoàn        | Nguồn   |
| ---------------------------- | ------------------------- | ------------------------------------------------------------------ | ---------- | ------ | ----------------------------------------------------------- | ---------- | ---------------------------------------------------------------- | ----------- | ------- |
| Trượt tuyết đổ đèo           | Dích dắc nam              | André Myhrer                                                       | Thụy Điển  |        | Ramon Zenhäusern                                            | Thụy Sĩ    | Michael Matt                                                     | Áo          | [ 115 ] |
| Trượt tuyết đổ đèo           | Kết hợp nữ                | Michelle Gisin                                                     | Thụy Sĩ    |        | Mikaela Shiffrin                                            | Hoa Kỳ     | Wendy Holdener                                                   | Thụy Sĩ     | [ 117 ] |
| Hai môn phối hợp             | Tiếp sức nữ               | Nadezhda Skardino Iryna Kryuko Dzinara Alimbekava Darya Domracheva | Belarus    |        | Linn Persson Mona Brorsson Anna Magnusson Hanna Öberg       | Thụy Điển  | Anaïs Chevalier Marie Dorin Habert Justine Braisaz Anaïs Bescond | Pháp        | [ 118 ] |
| Trượt tuyết tự do            | Lòng máng nam             | David Wise                                                         | Hoa Kỳ     |        | Alex Ferreira                                               | Hoa Kỳ     | Nico Porteous                                                    | New Zealand | [ 119 ] |
| Khúc côn cầu trên băng       | Nữ                        | Đội tuyển nữ Hoa Kỳ                                                | Hoa Kỳ     |        | Đội tuyển nữ Canada                                         | Canada     | Đội tuyển nữ Phần Lan                                            | Phần Lan    | [ 127 ] |
| Hai môn phối hợp Bắc Âu      | Đồi lớn đồng đội/4 × 5 km | Vinzenz Geiger Fabian Rießle Eric Frenzel Johannes Rydzek          | Đức        |        | Jan Schmid Espen Andersen Jarl Magnus Riiber Jørgen Graabak | Na Uy      | Wilhelm Denifl Lukas Klapfer Bernhard Gruber Mario Seidl         | Áo          | [ 120 ] |
| Trượt băng tốc độ cự ly ngắn | 1000 m nữ                 | Suzanne Schulting                                                  | Hà Lan     |        | Kim Boutin                                                  | Canada     | Arianna Fontana                                                  | Ý           | [ 121 ] |
| Trượt băng tốc độ cự ly ngắn | 500 m nam                 | Wu Dajing                                                          | Trung Quốc | WR     | Hwang Dae-heon                                              | Hàn Quốc   | Lim Hyo-jun                                                      | Hàn Quốc    | [ 122 ] |
| Trượt băng tốc độ cự ly ngắn | 5000 m tiếp sức nam       | Shaoang Liu Shaolin Sándor Liu Viktor Knoch Csaba Burján           | Hungary    | OR     | Wu Dajing Han Tianyu Ren Ziwei Xu Hongzhi                   | Trung Quốc | Samuel Girard Charles Hamelin Charle Cournoyer Pascal Dion       | Canada      | [ 123 ] |
| Trượt ván trên tuyết         | Big air nữ                | Anna Gasser                                                        | Áo         |        | Jamie Anderson                                              | Hoa Kỳ     | Zoi Sadowski-Synnott                                             | New Zealand | [ 126 ] |

## Ngày 14 — Thứ Sáu 23 tháng 2

### Kết quả chi tiết (ngày 14)
Hai môn phối hợp
- Ở nội dung tiếp sức nam, huy chương vàng thuộc về đội Thụy Điển với thời gian 1:15:16.5, về sau là Na Uy với thời gian 1:16:12.0 và đội Đức với thời gian 1:17:23.6.[128]

 Bi đá trên băng
- Trận tranh huy chương đồng của nam.
  -  Canada 5–7  Thụy Sĩ
- Bán kết của nữ.
  -  Hàn Quốc 8–7  Nhật Bản
  -  Thụy Điển 10–5  Anh Quốc

 Trượt băng nghệ thuật
- Ở phần thi ngắn nội dung đơn nữ, người giành huy chương vàng là Alina Zagitova của Nga với tổng điểm là 239.57, Evgenia Medvedeva của Nga giành huy chương bạc với số điểm 238.26, còn Kaetlyn Osmond của Canada đứng thứ ba với số điểm 231.02.[129]

 Trượt tuyết tự do
- Ở nội dung địa hình tốc độ nữ, huy chương vàng thuộc về Kelsey Serwa của Canada, các vị trí tiếp theo là Brittany Phelan của Canada và Fanny Smith của Thụy Sĩ.[130]

 Khúc côn cầu trên băng
- Bán kết nội dung của nam:
  -  Séc 0–3  Nga
  -  Canada 3–4  Đức

 Trượt băng tốc độ
- Ở nội dung 1000 m nam, huy chương vàng thuộc về Kjeld Nuis của Hà Lan với thời gian 1:07.95. Huy chương bạc thuộc về Håvard Holmefjord Lorentzen của Na Uy với thời gian 1:07.99, trong khi huy chương đồng thuộc về Kim Tae-yun của Hàn Quốc với thời gian 1:08.22.[131]

### Bảng thống kê (ngày 14)
| Môn                   | Nội dung           | Vàng                                                              | Vàng                         | Vàng   | Bạc                                                                     | Bạc                          | Đồng                                                 | Đồng     | Nguồn   |
| Môn                   | Nội dung           | Vận động viên                                                     | Đoàn                         | Kỷ lục | Vận động viên                                                           | Đoàn                         | Vận động viên                                        | Đoàn     | Nguồn   |
| --------------------- | ------------------ | ----------------------------------------------------------------- | ---------------------------- | ------ | ----------------------------------------------------------------------- | ---------------------------- | ---------------------------------------------------- | -------- | ------- |
| Hai môn phối hợp      | Tiếp sức nam       | Peppe Femling Jesper Nelin Sebastian Samuelsson Fredrik Lindström | Thụy Điển                    |        | Lars Helge Birkeland Tarjei Bø Johannes Thingnes Bø Emil Hegle Svendsen | Na Uy                        | Erik Lesser Benedikt Doll Arnd Peiffer Simon Schempp | Đức      | [ 128 ] |
| Trượt băng nghệ thuật | Đơn nữ             | Alina Zagitova                                                    | Vận động viên Olympic từ Nga |        | Evgenia Medvedeva                                                       | Vận động viên Olympic từ Nga | Kaetlyn Osmond                                       | Canada   | [ 129 ] |
| Trượt tuyết tự do     | Địa hình tốc độ nữ | Kelsey Serwa                                                      | Canada                       |        | Brittany Phelan                                                         | Canada                       | Fanny Smith                                          | Thụy Sĩ  | [ 130 ] |
| Trượt băng tốc độ     | 1000 m nam         | Kjeld Nuis                                                        | Hà Lan                       |        | Håvard Holmefjord Lorentzen                                             | Na Uy                        | Kim Tae-yun                                          | Hàn Quốc | [ 131 ] |

## Ngày 15 — Thứ Bảy 24 tháng 2

### Kết quả chi tiết (ngày 15)
Trượt tuyết đổ đèo
- Ở nội dung đồng đội hỗn hợp, đội tuyển Thụy Sĩ thắng Áo với 3–1 trong trận tranh huy chương vàng. Na Uy giành huy chương đồng sau khi hòa 2–2 với Pháp nhưng có tổng thời gian nhanh hơn (41.17 so với 41.29).[132]

 Xe trượt lòng máng
- Hai lượt thi đầu tiên của nội dung bốn người nam.

 Trượt tuyết băng đồng
- Ở nội dung 50 km cổ điển nam, người chiến thắng là Iivo Niskanen của Phần Lan với thời gian 2:08:22.1, theo sau là Aleksandr Bolshunov và Andrey Larkov của Nga với các thành tích lần lượt là 2:08:40.8 và 2:10:59.6.[133]

 Bi đá trên băng
- Trận tranh huy chương vàng của nam.
  -  Thụy Điển 7–10  Hoa Kỳ
- Trận tranh huy chương đồng của nữ.
  -  Anh Quốc 3–5  Nhật Bản

 Khúc côn cầu trên băng
- Trận tranh huy chương đồng của nam.
  -  Séc 4–6  Canada

 Trượt ván trên tuyết
- Tại vòng đấu chung kết big air nam, Sebastien Toutant của Canada giành huy chương vàng với tổng điểm 174.25. Kyle Mack của Hoa Kỳ về thứ hai với số điểm 168.75 còn Billy Morgan của Anh Quốc giành huy chương đồng với 168.00 điểm.[134]
- Ở nội dung dích dắc lớn song song nam: các lượt thi vòng loại được chuyển từ ngày 22 tháng 2 về ngày 24 để sát với ngày thi đấu chung kết.[124] Ở cuộc đua tranh huy chương vàng, Nevin Galmarini của Thụy Sĩ đánh bại Lee Sang-ho của Hàn Quốc với cách biệt 0,43 giây. Ở trận tranh huy chương đồng, Žan Košir của Slovenia thắng Sylvain Dufour của Pháp với cách biệt 1,49 giây.[135]
- Ở nội dung dích dắc lớn song song nữ: lượt thi vòng loại được chuyển từ ngày 22 tháng 2 về ngày 24 để sát với ngày thi đấu chung kết.[124] Ester Ledecká của Cộng hòa Séc thắng Selina Jörg của Đức ở cuộc đua giành huy chương vàng với cách biệt 0,46 giây. Ở cuộc đua tranh huy chương đồng, Ramona Theresia Hofmeister của Đức vượt qua Alena Igorevna Zavarzina với khoảng cách 4,07 giây.[136]
  - Ledecká, người giành huy chương vàng ở nội dung super-G nữ môn trượt tuyết đổ đèo, trở thành nữ vận động viên đầu tiên giành hai huy chương vàng ở các môn khác nhau trong một kỳ Thế vận hội.[137]

 Trượt băng tốc độ
- Ở nội dung xuất phát đồng hàng nam, người chiến thắng là Lee Seung-hoon của Hàn Quốc với 60 điểm, theo sau là Bart Swings của Bỉ với 40 điểm và Koen Verweij của Hà Lan với 20 điểm.[138]
- Ở nội dung xuất phát đồng hàng nữ, người chiến thắng là Nana Takagi của Nhật với 60 điểm, theo sau là Kim Bo-reum của Hàn Quốc với 40 điểm và Irene Schouten của Hà Lan với 20 điểm.[139]

### Bảng thống kê (ngày 15)
| Môn                   | Nội dung                   | Vàng                                                                     | Vàng         | Vàng   | Bạc                                                                                                  | Bạc                          | Đồng | Đồng                         | Nguồn           |
| Môn                   | Nội dung                   | Vận động viên                                                            | Đoàn         | Kỷ lục | Vận động viên                                                                                        | Đoàn                         | Vận động viên | Đoàn                         | Nguồn           |
| --------------------- | -------------------------- | ------------------------------------------------------------------------ | ------------ | ------ | --- | ---------------------------- | --- | ---------------------------- | --------------- |
| Trượt tuyết đổ đèo    | Đồng đội hỗn hợp           | Luca Aerni Denise Feierabend Wendy Holdener Daniel Yule Ramon Zenhäusern | Thụy Sĩ      |        | Stephanie Brunner Manuel Feller Katharina Gallhuber Katharina Liensberger Michael Matt Marco Schwarz | Áo                           | Sebastian Foss-Solevåg Nina Haver-Løseth Kristin Lysdahl Leif Kristian Nestvold-Haugen Jonathan Nordbotten Maren Skjøld | Na Uy                        | [ 132 ] [ 140 ] |
| Trượt tuyết băng đồng | 50 km cổ điển nam          | Iivo Niskanen                                                            | Phần Lan     |        | Aleksandr Bolshunov                                                                                  | Vận động viên Olympic từ Nga | Andrey Larkov | Vận động viên Olympic từ Nga | [ 133 ]         |
| Bi đá trên băng       | Nam                        | John Shuster Tyler George Matt Hamilton John Landsteiner Joe Polo        | Hoa Kỳ       |        | Niklas Edin Oskar Eriksson Rasmus Wranå Christoffer Sundgren Henrik Leek                             | Thụy Điển                    | Benoît Schwarz Claudio Pätz Peter de Cruz Valentin Tanner Dominik Märki                                                 | Thụy Sĩ                      | [ 141 ]         |
| Trượt ván trên tuyết  | Big air nam                | Sebastien Toutant                                                        | Canada       |        | Kyle Mack                                                                                            | Hoa Kỳ                       | Billy Morgan | Anh Quốc                     | [ 134 ]         |
| Trượt ván trên tuyết  | Dích dắc lớn song song nam | Nevin Galmarini                                                          | Thụy Sĩ      |        | Lee Sang-ho                                                                                          | Hàn Quốc                     | Žan Košir | Slovenia                     | [ 135 ]         |
| Trượt ván trên tuyết  | Dích dắc lớn song song nữ  | Ester Ledecká                                                            | Cộng hòa Séc |        | Selina Jörg                                                                                          | Đức                          | Ramona Theresia Hofmeister                                                                                              | Đức                          | [ 136 ]         |
| Trượt băng tốc độ     | Xuất phát đồng hàng nam    | Lee Seung-hoon                                                           | Hàn Quốc     |        | Bart Swings                                                                                          | Bỉ                           | Koen Verweij | Hà Lan                       | [ 138 ]         |
| Trượt băng tốc độ     | Xuất phát đồng hàng nữ     | Nana Takagi                                                              | Nhật Bản     |        | Kim Bo-reum                                                                                          | Hàn Quốc                     | Irene Schouten | Hà Lan                       | [ 139 ]         |

## Ngày 16 — Chủ Nhật 25 tháng 2

### Kết quả chi tiết (ngày 16)
Xe trượt lòng máng
- Tại hai lượt thi cuối cùng của nội dung bốn người nam, đội Đức với các thành viên Francesco Friedrich, Candy Bauer, Martin Grothkopp và Thorsten Margis giành huy chương vàng với tổng thời gian 3:15.85. Huy chương bạc được chia sẻ bởi một đội khác của Đức (Nico Walther, Kevin Kuske, Alexander Rödiger và Eric Franke) và một đội của Hàn Quốc (Won Yun-jong, Jun Jung-lin, Seo Young-woo và Kim Dong-hyun) với cùng thời gian là 3:16.38.[142]

 Trượt tuyết băng đồng
- Marit Bjørgen của Na Uy giành chức vô địch 30 km cổ điển nữ với thời gian 1:22:17.6. Krista Pärmäkoski của Phần Lan về thứ hai với thời gian 1:24:07.1 còn Stina Nilsson của Thụy Điển đứng thứ ba với thành tích 1:24:16.5.[143]

 Bi đá trên băng
- Trận tranh huy chương vàng của nữ:
  -  Hàn Quốc 3–8  Thụy Điển

 Trượt băng nghệ thuật
- Gala biểu diễn với sự góp mặt của các vận động viên hàng đầu.

 Khúc côn cầu trên băng
- Trận tranh huy chương vàng của nam.
  -  Vận động viên Olympic từ Nga 4–3 OT  Đức

 Lễ bế mạc
- Lễ bế mạc diễn ra tại Sân vận động Olympic Pyeongchang vào lúc 20:00 giờ Hàn Quốc. Lá cờ Olympic được trao lại cho Bắc Kinh, chủ nhà Thế vận hội Mùa đông 2022.

### Bảng thống kê (ngày 16)
| Môn                    | Nội dung         | Vàng                                                                        | Vàng                         | Vàng                                                  | Bạc                                                               | Bạc      | Đồng                                                                       | Đồng            | Nguồn   |
| Môn                    | Nội dung         | Vận động viên                                                               | Đoàn                         | Kỷ lục                                                | Vận động viên                                                     | Đoàn     | Vận động viên                                                              | Đoàn            | Nguồn   |
| ---------------------- | ---------------- | --------------------------------------------------------------------------- | ---------------------------- | ----------------------------------------------------- | ----------------------------------------------------------------- | -------- | -------------------------------------------------------------------------- | --------------- | ------- |
| Xe trượt lòng máng     | Bốn người nam    | Francesco Friedrich Candy Bauer Martin Grothkopp Thorsten Margis            | Đức                          |                                                       | Nico Walther Kevin Kuske Alexander Rödiger Eric Franke            | Đức      | Không được trao                                                            | Không được trao | [ 142 ] |
| Xe trượt lòng máng     | Bốn người nam    | Francesco Friedrich Candy Bauer Martin Grothkopp Thorsten Margis            | Đức                          | Won Yun-jong Jun Jung-lin Seo Young-woo Kim Dong-hyun | Hàn Quốc                                                          |          | Không được trao                                                            | Không được trao | [ 142 ] |
| Trượt tuyết băng đồng  | 30 km cổ điển nữ | Marit Bjørgen                                                               | Na Uy                        |                                                       | Krista Pärmäkoski                                                 | Phần Lan | Stina Nilsson                                                              | Thụy Điển       | [ 143 ] |
| Bi đá trên băng        | Nữ               | Anna Hasselborg Sara McManus Agnes Knochenhauer Sofia Mabergs Jennie Wåhlin | Thụy Điển                    |                                                       | Kim Eun-jung Kim Kyeong-ae Kim Seon-yeong Kim Yeong-mi Kim Cho-hi | Hàn Quốc | Fujisawa Satsuki Chinami Yoshida Yumi Suzuki Yurika Yoshida Mari Motohashi | Nhật Bản        | [ 144 ] |
| Khúc côn cầu trên băng | Nam              | Đội tuyển Nga                                                               | Vận động viên Olympic từ Nga |                                                       | Đội tuyển Đức                                                     | Đức      | Đội tuyển Canada                                                           | Canada          | [ 145 ] |